# Ind
Ind, ki se imenuje tudi reka Sindu (sindsko سنڌو دريا), ali Abāsīn (paštunsko اباسين) v Kiber Pakhtunkhvi, je ena izmed najdaljših rek v Aziji. Teče skozi Pakistan, indijsko zvezno državo Džamu in Kašmir in zahodni Tibet. Izvira na Tibetanski planoti v bližini jezera Mansarovar, teče skozi regijo Ladak in zvezni državi Džamu in Kašmir, proti Gilgit-Baltistanu in nato v južni smeri vzdolž celotne dolžine Pakistana, ko se izliva v Arabsko morje blizu pristaniškega mesta Karači v državi Sindh. Skupna dolžina reke je 3180 km. Je najdaljša reka v Pakistanu.
Reka ima skupno prispevno površino večjo 1.165.000 km2. Ocenjen letni pretok znaša približno 207 km3, zaradi česar je enaindvajseta največja reki na svetu v smislu letnega pretoka. Zanskar je njen levi pritok v Ladaku. Na ravnicah je njen levi pritok Čenab, ki ima sam štiri glavne pritoke in sicer Dželum, Ravi, Beas in Satledž. Indovi glavni desni pritoki so Šjok, Gilgit, Kabul, Gomal in Kuram. Začetek v gorski pomladi napajajo ledeniki in reke v Himalaji. Reka podpira ekosisteme zmernih gozdov, ravnic in sušne pokrajine.
Ind tvori delto v današnjem Pakistanu, omenjeno v vedah Rigveda kot Sapta Sindhu in iranskem Zend Avesta kot Hapta Hindu (oba izraza pomenita »sedem rek«). Reka je vir čudenja od antike, s kraljem Darejem, ki je poslal svojega raziskovalca Skilaksa iz Kariande raziskat reko že leta 510 pred našim štetjem.

## Etimologija in ime
Beseda Indus je romanizirana oblika starogrške besede Indos (Ἰνδός), izposojena iz stare perzijske besede Hinduš, ki je bila vzeta iz sanskrtske besede Sindhu (सिन्धु izgovarjaj [sɪndʱuː]). Beseda Sindhu ali Sindh je še vedno lokalna označba reke Ind. Prvotna sanskrtska beseda Sindhu je združitev dveh besed, sim (regija ali celota ali meja) in dhu (tresti in tresljaj) in pomeni »telo trese voda, reka, potok ali ocean«.
Megasthenesova knjiga Indica je dobila ime po grškem imenu reke Indos (Ἰνδός) in opisuje oficirja Nearha sočasne zapise kako je Aleksander Veliki prečkal reko. Stari Grki so se sklicevali na Indijce (ljudje iz današnje Indije in Pakistana) kot Indói (Ἰνδοί), dobesedno pomeni »ljudje Inda«. Država Indija in pakistanska provinca Sindh dolgujeta svoji imeni reki. 

### Rigveda in Ind
Rigveda (starodavna indijska sveta zbirka hvalnic v vedskem sanskrtu, posvečenih bogovom (deve)) opisuje tudi številne mitološke reke, med njimi eno z imenom Sindhu. Za Rigvedin Sindhu mislijo, da je današnja reka Ind in se v njenem besedilu ponovi 176 krat - 95-krat v množini, bolj pogosto se uporablja v generičnem smislu. V Rigvedi, predvsem v poznejših himnah, se pomen besede zoži in se nanaša na reko Ind, zlasti, ko je na seznamu rek, navedenih v slavospevu Nadistuti sukta. V Rigvedinih hvalnicah je uporabljen ženski spol vseh tam navedenih rek, Sindhu je edina reka zapisana v moškem spolu. Sindhu je videti kot močan bojevnik med drugimi rekami, ki so videti kot boginje in v primerjavi s kravami in kobilami dajejo mleko in maslo

### Druga imena
V urdujščini, v uradnem jeziku Pakistana, je Ind znan kot درياۓ سندھ (Darja-e Sindh). V drugih jezikih v regiji, je reka znana kot सिन्धु नदी (Sindhu Nadī) v hindujščini, سندھ (Sindh) v šahmuki abecedi, ਸਿੰਧ ਨਦੀ (Sindh Nadī) v gurmuki abecedi, સિંધુ નદી (Sindhu) v gudžaratščini; اباسين (Abāsin, dob. "Oče rek") v paštunščini, رود سند (Nahar al-Sind) v arabščini, སེང་ གེ ་. ་ གཙང་ པོ (Sênggê Zangbo, dob. 'levja reka') v tibetanščini, 印度 (Yìndù) v kitajščini in Nilab v turščini.

## Opis
Ind zagotavlja ključni vodni vir za pakistansko gospodarstvo - predvsem žitnico province Pandžab, ki predstavlja večino narodne kmetijske proizvodnje in Sind. Beseda pandžab pomeni »dežela petih rek« in pet rek so Džhelum, Čenab, Ravi, Beas in Satledž, in vse se stekajo v Ind. Ind podpira tudi številno težko industrijo in v Pakistanu zagotavlja glavno oskrbo s pitno vodo.
Izvir Inda je na Tibetanski planoti; reka prične ob sotočju rek Sengge in Gar ter odmaka gorovja Nganglong Kangri in Gangdise Šan (Gang Rinpoče, Kailaš). Ind nato teče severozahodno preko Ladaka in Baltistana v Gilgit, južno od območja Karakoruma. Reke Šjok, Šigar in Gilgit v glavno reko prinašajo ledeniške vode. Ta postopno zavija na jug, kjer prihajajo iz hribov med mestoma Pešavar in Ravalpindi. Ind teče skozi velikanski kanjon, 4500-5200 metrov globok, v bližini masiva Nanga Parbat. Teče hitro skozi regijo Hazara, kjer so ga zajezili z jezom Tarbela. Reka Kabul se izliva v Ind v bližini Atoka. Preostanek svoje poti do morja teče v ravninah Pandžaba in Sindha, kjer tok reke postane počasen in zelo spleten. Tu se Indu pridružita Pandžnad na Mithankot. Za tem sotočjem reka se je reka včasih imenovala Satnad (sat = sedem,  nadī = reka), saj je do tu vanjo priteklo sedem velikih pritokov. Mimo Džamšoro se konča v veliki delti na vzhodu mesta Thatta.
Ind je ena od redkih rek na svetu ki pozna plimski val. Indski sistem se v veliki meri napaja iz snega in himalajskih ledenikov, Karakoruma in Hindukuša, gorovij Tibeta, indijskih zveznih držav Džamu in Kašmir ter Himačal Pradeš in Gilgit-Baltistan v Pakistanu. Tok reke določajo tudi letni časi - ta je bistveno manjši v zimskem času, medtem ko so poplave pogoste v monsunskih mesecih od julija do septembra. Obstajajo tudi dokazi o enakomernem premikanju struge reke od pradavnine - ta se je premaknila proti zahodu v slana močvirja Kački Ran v regiji Kutč in sosednje travnike Banni, po potresu leta 1816.
Tradicionalni izvir reke se imenuje Senge Khabab ali »Levja usta«, je trajen izvir nedaleč od svete gore Kailaš, označen z dolgo nizko vrsto tibetanskih stup. V bližini obstaja tudi več drugih pritokov, ki morda tvorijo daljše tokove kot Senge Khabab, vendar za razliko tega, so vsi odvisni od taljenja snega. Reka Zanskar, ki se izliva v Ind v Ladaku, ima večjo količino vode, kot sam Ind pred sotočjem.
»To noč v šotoru [zraven Senge Khabab] prosim Sonmatering, kateri od Indovih pritokov, ki smo jih prečkali to jutro je najdaljši. Vsi od njih, pravi, se začnejo vsaj en dan hoje od tukaj. Bukhar se začne v bližini vasice Jagra. Izvir Lamolasaj je na svetem kraju: tam je samostan Dordžungla, je zelo težka in dolga hoja, morda tri dni in obstaja veliko ostrih skal, vendar je njegova voda bistra in modra, zato je drugo ime pritoka Zom-ču, ki ga Karma Lama prevaja kot 'modro vodo'. Rakmadžang izvira iz temnega jezera imenovanega Črno morje. Je eden od najdaljših pritokov in s tem kandidat za rečni tehnični izvir - je Kla-ču, reko smo prečkali včeraj preko mostu. Znan tudi kot Lungdep Ču, izliva se v Ind iz jugovzhoda in je oddaljen en dan hoje od Darčena. Toda Sonamtering vztraja, da je Dordžungla najdaljši od »treh vrst vode«, ki tečejo v Seng Tsanplo [Levjo reko ali Ind].«

## Zgodovina
Na platoju Pothohar (Urdu: سطح مُرتفع پوٹھوہار‎; tudi Potohar ali Pothvar, znan tudi kot Pandžistan) so blizu pakistanske prestolnice Islamabad odkrili paleolitska mesta s kulturo kamnitih orodij Soan (ca. 500.000 to 125.000 pred sedanjostjo). V antični Gandari (starodavno mesto v kraljestvu Pešavar), blizu Islamabada, je bil pri Mardanu odkrit dokaz jamskih prebivalcev datiran pred 15.000 leti.
Pomembna mesta Indske civilizacije, kot sta Harapa in Mohendžo-daro, segajo do okoli 3300 pred našim štetjem in predstavljajo nekaj največjih človeških naselitev antičnega sveta. Indska civilizacije je bila razširjena po vsem Pakistanu in severozahodni Indiji, z območji gorvodno iz vzhoda reke Džhelum do Roparja (v indijski državi Pandžab) ob zgornjem toku reke Satledž. Obalna naselja so bila razširjena od Sutkagan Dor v bližini pakistansko-iranske meje do Kutča v današnjem Gudžaratu v zahodni Indiji. Obstaja lokacija Indske civilizacije ob Amu-Darji pri Šortughaiju v severnem Afganistanu in Alamgirpurju na reki Hindon, ki sta le 28 km iz Delhija. Do danes je bilo ugotovljeno, več kot 1052 mest in naselij, predvsem v območju reke Ghagar-Hakra in njenih pritokih. Med naselji so bila glavna urbana središča Harapa in Mohendžo-Daro, kot tudi Lothal, Dholavira, Ganerivala in Rakhigarhi. Samo v letih 1990-96 je bilo v dolini Inda odkritih več kot 800 znanih območij ob Indu in njegovih pritokih. Reka Satledž, zdaj pritok Inda, je v harapanskem času tekla v reko Ghagar-Hakra, v porečju, v katerem je bilo več harapanskih naselij kot ob Indu.
Večina znanstvenikov verjame, da so naselbine Gandara grobne kulture zgodnjih Indo-Arijcev cvetele v Gandari od 1700 pred našim štetjem do 600 pred našim štetjem, ko sta bila že opuščena Mohendžo-Daro in Harapa.
Beseda Indija izhaja do reke Ind. V starih časih, se je Indija sprva nanašala na regijo takoj vzdolž vzhodnega brega Inda, a so 300 let pred našim štetjem, grški pisatelji, vključno Herodot in Megastenes (grški etnograf - ok. 350 – 290 pr. n. št.) uporabljala izraz za celotno podcelino, ki sega veliko bolj proti vzhodu.
Spodnji del porečja Inda tvori naravno mejo med iransko planoto in Indijsko podcelino; ta regija obsega celotne ali dele pakistanskih provinc Baločistan, Khiber Pakhtunkhva, Pandžab in Sindh in državi Afganistan in Indijo. Prečkale so jih vojske Aleksandra Velikega, vendar so po tem Makedonci zavzeli zahodni breg in ga povezali v Helenski imperij, nakar so se umaknili po južnem toku reke, kjer se je končala Aleksandrova azijska avantura. Ravnice Inda so kasneje obvladovali Maurijci in nato Kušansko cesarstvo, Indo-grška kraljestva, Indo-Skiti in Heptaliti. Skozi več stoletij so muslimanske vojske Mohameda bin Kasima, Mahmuda Gaznija, Mohameda Ghorija, Timur Lenka in Baburja prečkal reko in napadale notranje regije Pandžaba in še dlje na jug in vzhod.

## Geografija

### Pritoki
Astor, Balram, Beas, Čenab, Dras, Gar, Ghizar, Gilgit, Gomal, Hunza, Džhelum, Kabul, Kuram, Nagar, Pandžnad, Ravi, Satledž, Šigar, Šjok, Soan, Tanubal, Zanskar.

## Geologija
Reka Ind hrani indsko podmorsko pahljačo, ki je drugo največje sedimentno telo na Zemlji, s približno 5 milijoni kubičnih kilometrov erozijskega materiala iz gora. Študije sedimenta v današnji reki kažejo, da so gore Karakoruma na severu Pakistana in Indije, najpomembnejši vir materiala, Himalaja zagotavlja naslednji največji prispevek, večinoma prek velikih rek v Pandžabu (Džhelum, Ravi, Čenab, Beas in Satledž). Analiza usedlin iz Arabskega morja je pokazala, da pred petimi milijoni let Ind ni bil povezan s temi rekami, ki so tekle proti vzhodu v Ganges V začetnem delu je pokazala, da sta pesek in mulj iz zahodnega Tibeta dosegla Arabsko morje pred 45 milijoni let, kar pomeni obstoj starodavnega Inda od takrat. Delta tega proto-Inda je bila ugotovljena v Katavaz bazenu, na afganistansko-pakistanski meji.
Ogromne količine erozijskega materiala iz regije Nanga Parbat so v Indu naslednje preusmerjene skozi to območje, zanje mislijo, da so srednja in nižje kamninska skorja na površini.
V novembru 2011 so satelitski posnetki pokazali, da je reka Ind ponovno vstopila v Indijo in hrani puščavi Veliki Kački Ran in Mali Kački Ran, največji slani puščavi na svetu, sezonsko močvirje, in jezero v bližini Ahmedabada, znano kot Nal Sarovar. Obilno deževje je zapustilo porečje skupaj z jezerom Mančar, jezerom Hemal in jezerom Kalri (vsa v današnjem Pakistanu) poplavljeno. Ta incident se je zgodil po dveh stoletjih, ko je reka Ind zelo preusmerila svoj tok proti zahodu po potresu leta 1819 v Kačkem Ranu.

## Narava
Poročila o dolini Inda iz časov zavojevanja Aleksandra Velikega kažejo v regiji zdravo gozdnatost, ki je sedaj že precej manjša. Mogulski cesar Babur piše v svojih spominih Baburnama, da je vzdolž njegovih bregov naletel na nosoroge. Obsežno krčenje gozdov in človeško vmešavanje v ekologijo hribovja Šivalik je povzročilo znatno poslabšanje vegetacije in rastnih pogojev. Regije doline Inda so sušne s slabo vegetacijo. Kmetijstvo je v veliki meri posledica namakalnih del. Ind in njegova prispevna območja imajo bogato biotsko raznovrstnost.

### Sesalci
Slepi gangeški delfin (Platanista indicus minor) je podvrsta delfinov, ki jih najdemo le v reki Ind. Včasih so bili tudi v pritokih. Po podatkih WWF je eden izmed najbolj ogroženih kitov z le okoli 1000 osebki, ki še obstajajo.

### Ribe
Ribe, vrste Tenualosa ilisha (vrsta postrvi) so poslastica za ljudi, ki živijo ob reki. Populacija rib v reki je zmerno visoka, Sukkur, Thatta in Kotri pa večji ribolovni centri - vsi v spodnjem toku Sindh seveda. Z zajezitvijo in namakanjem je postalo ribogojstvo pomembna gospodarska dejavnost. Velika delta, ki je jugovzhodno od Karačija, okoljevarstveniki priznavajo kot eno izmed najpomembnejših svetovnih ekoloških regij. Tu se reka spremeni v veliko močvirij, tokov in potokov in ti tečejo v morje zelo plitvi. Tukaj živijo v izobilju morske ribe in raki, na primer ploščič (družina Bramidae) in kozice.

## Gospodarstvo
Ind je najpomembnejši vodni vir za ravnice Pandžaba in Sindha - tvori hrbtenico kmetijstva in proizvodnje hrane v Pakistanu. Reka je še posebej pomembna, saj je količina padavin v spodnjem delu doline Inda skromna. Namakalne kanale so najprej zgradila ljudstva Indske civilizacije, kasneje pa so jih nadgradili inženirji Kušanskega in Mogulskega cesarstva. Moderno namakanje je bilo uvedeno v času Britanske vzhodnoindijske družbe leta 1850 - z izgradnjo sodobnih kanalov skupaj z obnovo starih kanalov. Britanci so nadzorovali gradnjo enega najbolj zapletenih namakalnih omrežij na svetu. Jez Guddu je 1350 m dolg - namaka okrožja Sukkur, Džacobabad, Larkana in Kalat. Jez Sukkur služi več kot 20.000 km².
Leta 1960 je bila podpisana pogodba med Indijo Pakistanom, ki zagotavlja kontrolo voda in da bo Pakistan prejemal vode iz reke Ind in njenih dveh pritokov reke Džhelum in Čenab neodvisno o nadzoru zgornjega toka s strani Indije.
V Projekt bazena Inda je šlo predvsem za gradnjo dveh glavnih jezov, jez Mangla zgrajen na reki Džhelum in jez Tarbela zgrajen na reki Ind, skupaj s svojimi hčerinskimi jezovi. Pakistan Water and Power Development Authority se je zavezal zgraditi Čašma-Džhelum povezovalni kanal - povezal vode Inda in reke Džhelum - razširiti oskrbo z vodo na območjih Bahavalpur in Multan. Pakistan je zgradil jez Tarbela v bližini Ravalpindija - 2743 metrov dolg in 143 metrov visok, z 80-kilometer dolgim rezervoarjem. Jez Kotri v bližini Hiderabada je 915 metrov dolg in zagotavlja dodatno oskrbo za Karači. To podporo jezu Čašma blizu Dera Ismail Khan uporabljajo za namakanje in nadzor poplav. Jez Taunsa blizu Dera Ghazi Khan proizvede 100.000 kilovatov električne energije. Obsežno povezovanje pritokov z Indom je pomagalo pri širjenju vodnih virov v dolini Pešavarja, v Kiber Pakhtunkhwa. Obsežno namakanje in projekti jezov zagotavljajo osnovo za veliko proizvodnjo pakistanskih pridelkov, kot so bombaž, sladkorni trs in pšenica. Jezovi prav tako ustvarjajo elektriko za težko industrijo in urbana središča.

## Ljudje
Prebivalci regij, skozi katere teče reka Ind in tvori velike naravne vrednote in vir za raznolike etnične pripadnosti, vere, nacionalnosti in jezikovna okolja. Ob severnem toku reke v zvezni državi Džamu in Kašmir v Indiji, živijo budisti Ladaka, tibetanskega porekla in Dardi indo-arijskega ali dardskega porekla, ki prakticirajo budizem in islam. Potem se reka spusti v Baltistan in v severnem Pakistanu prečka glavno mesto Baltov, Skardu. Na svoji poti reka od Dubair Bala odteka tudi skozi Dubair Bazar. Ljudje, ki živijo na tem območju, so predvsem Kohistani in govorijo kohistanski jezik. Glavna področja, skozi katera tukaj teče reka Ind so okrožja Kohistan so Dasu, Pattan in Dubair. Ko nadaljuje pot skozi Pakistan, reka Ind tvori značilno mejo narodnosti in kultur: ob zahodnem bregu so prebivalci v veliki meri Paštuni, Balohi in drugi, iranskega porekla. Vzhodni breg je večinoma poseljen z ljudmi indo-arijskega porekla, kot so vzhodni Pandžapci in Sindi. V severnem Pandžabu in Kiber Pakhtunkhva, etnično Paštunska plemena živijo skupaj Dardi v hribih (Khovar, Kalaš, Šina, itd), Burušos (v Hunza) in Pandžapci.
Seveda se Pandžapci, ki živijo ob reki Ind razlikujejo od ljudi iz Pandžaba in Paštuni. Ta razlika ne temelji le na jeziku (Saraiki narečje), ti ljudje imajo tudi drugačno genealogijo. So visoki in vitki in se izrazito razlikujejo od obeh Paštunov ali ljudi iz Pandžaba, ki so čvrsto grajeni. Ti ljudje živijo v Mianvali in Dera Ismail Khan, Dera Ghazi Khan, Rahim Yar Khan in Radžan Pur v Pandžabu. Provinco Sindh, ki je v zgornji tretjini reke Ind, naseljujejo Saraiki govoreči ljudi do Šikapurja. Preostali del rečne doline Inda naseljujejo Sindhi in Balohi, ki govorijo sindi jeziku. Na zahodnem bregu reke živijo Balohi in Paštuni iz Balohistana.

## Sodobna vprašanja
Ind je strateški ključni vir za pakistansko gospodarstvo in družbo. Po pakistanski in indijski razglasitvi neodvisnosti od Britanske Indije, je uporaba vode Inda in njenih petih vzhodnih pritokov postala predmet velikega spora med Indijo in Pakistanom. Namakalni kanali za dolino reke Satledž in Bari Doab so bili razdeljeni - s kanali, ki ležijo predvsem v Pakistanu in glavnimi jezovi v Indiji, s tem pa motnje oskrbe v nekaterih delih Pakistana. Zaskrbljenost zaradi indijske gradnje velikih jezov na različnih pandžabskih rekah, ki bi nelojalno nižali ponudbo vode, ki tečejo do Pakistana, kot tudi možnost, da bi Indija preusmerila reke v času vojne, je v Pakistanu povzročila politično osuplost. Pri diplomatskih pogovorih je posredovala Svetovna banka in Indija in Pakistan sta leta 1960 podpisala pogodbo o vodah Inda. Pogodba daje Indiji nadzor treh vzhodnih rek v Pandžabu (Satledž, Beas in Ravi), medtem ko je Pakistan pridobil nadzor treh zahodnih rek (Dželum, Čenab in Ind). Indija je ohranila pravico do uporabe zahodnih rek za ne-namakalne projekte.
Obstajajo tudi pomisleki, da obsežno krčenje gozdov, industrijsko onesnaževanje in globalno segrevanje vplivajo na vegetacijo in živalstvo delte Inda, vplivajo pa tudi na kmetijsko proizvodnjo. Obstajajo pomisleki, da se reka Ind lahko premika na svoji poti proti zahodu - čeprav je napredovanje počasno. Ob številnih priložnostih, zaradi slabega vzdrževanja kanalov, sedimenti le-te zamašijo, kar prizadene kmetijsko proizvodnjo in rastlinstvo. Poleg tega ekstremna vročina povzroča večje izhlapevanje vod, zaradi česar se izloča sol, ki onesnažuje zemljišča in so zato neuporabna za gojenje.
V zadnjem času Indija gradi nove jezove na reki in Pakistan trdi, da to zmanjšuje pretok vode v Ind v skladu s pogodbo o vodah, ki tečejo v Pakistan, kar je povzročilo, da je Pakistan podal vprašanje na mednarodnem sodišču za arbitražo.

### Učinki klimatskih sprememb na reko
Tibetanska planota vsebuje tretje največje zaloge ledu na svetu. Qin Dahe, nekdanji vodja Kitajske meteorološke uprave je dejal, da nedavno hitro taljenje ledu in višje temperature sicer kratkoročno ne bo dobro za kmetijstvo in turizem, vendar je izdal ostro opozorilo:
»Temperature rastejo štirikrat hitreje kot drugod na Kitajskem in tibetanski ledeniki se talijo hitreje, kot v katerem koli drugem delu sveta ... V kratkem času bo to povzročilo povečanje jezer, poplave in blatne tokove.. . Dolgoročno so ledeniki ključna rešilna vrv reke Ind. Ko bodo izginili, bodo zaloge vode v Pakistanu v nevarnosti.« 
»Obstaja dovolj podatkov, da je mogoče reči, kaj se bo zgodilo z Indom," pravi David Grey, višji svetovalec Svetovne banke za vode v južni Aziji. "Vsi se zelo bojimo, da bi postali tokovi Ind nevarni, zaradi močnega taljenja ledenikov kot posledica podnebnih sprememb," in posledično zmanjšanje za morda kar 50 odstotkov. "Zdaj, kaj to pomeni za prebivalstvo, ki živi v sušnih območjih, če ne bi bilo reke, ne bi bilo življenja? Ne vem odgovora na to vprašanje," pravi. "Vsekakor pa moramo biti zelo zaskrbljeni.« 

### Onesnaženje
Z leti so tovarne na bregovih reke Ind povečale raven onesnaženja vode v reki in ozračje okoli nje. Visoke vrednosti onesnaženja v reki smrtno ogrožajo indskeha delfina. Environmental Protection Agency Sindh je odredil zaprtje tovarn onesnaževalk okoli reke na podlagi Zakona o varstvu okolja, Pakistana 1997. Iztrebljenje indskega delfina je pripisati tudi ribičem, ki uporabljajo strup za ubijanje rib, kot način lova. Kot rezultat, je vlada prepovedala ribolov od jezu Guddu do Sukkurja. 

### Poplave 2010
V juliju 2010, po izjemno hudem monsunskem deževju se je reka Ind dvignila, prestopila bregove in poplavljala. Dež je padal naslednja dva meseca in uničujoče vplival na velika območja Pakistana. V Sindhu je 8. avgusta Ind porušil bregove v bližini Sukkurja, potopil vasi Mor Khan Jatoi. V začetku avgusta so se najhujše poplave premaknile na jug vzdolž reke Ind iz prizadetih severnih regij v smeri zahodnega Pandžaba; vsaj 570.000 ha obdelovalnih zemljišč je bilo uničenih v južni provinci Sindh. Od septembra 2010 je več kot dva tisoč ljudi umrlo, več kot milijon domov je bilo uničenih.

### Poplave 2011
Podobne poplave kot leto prej, so prizadele Sindh, vzhodni Balohistan in južni Pandžab leta 2011. Poplave so povzročile precejšnjo škodo. Po ocenah je umrlo 434 civilistov, 5,3 milijone ljudi in 1.524.773 domov je bilo prizadetih. Škoda na kmetijskih površinah in prometni infrastrukturi je bila obsežna. Najmanj 690.000 ha njiv je bilo poplavljeno. Izjemno hudourniško monsunsko deževje je povzročilo hude poplave v 16 okrožjih Sindha.